# Planeta Hulk
Planeta Hulk (Planet Hulk) es una historia de Marvel Comics que se desarrolló principalmente a través de los temas de The Incredible Hulk que comenzó en 2006. Se trató de la decisión de los héroes de Marvel de enviar a Hulk, su aclimatación y conquista del planeta donde aterrizó, y sus esfuerzos por volver a la Tierra para vengarse, lo que abrirá paso al argumento del crossover World War Hulk y también revela qué hizo Hulk mientras en la Tierra sucedía en Civil War. 
La historia está escrita por Greg Pak y dibujada por Carlo Pagulayan y Aaron Lopestri, con portadas del mexicano José Omar Ladrönn. Planet Hulk está dividida en cuatro capítulos: Exilio (4 partes), Anarquía (4 partes), Lealtad (4 partes) y Armagedon (2 partes).
Los elementos de la historia se han adaptado a otros medios, incluida una película animada del mismo nombre, así como la película de acción en vivo Thor: Ragnarok.

## Argumento
Aunque en el planeta Tierra son pocos los que pueden hacer daño a Hulk, en el planeta Sakaar varios son igual de poderosos que él, debido a que pasó por una barrera absorbedora de vitalidad. Al principio Hulk no será más que un esclavo pero, con el paso del tiempo, se convertirá en gladiador, líder rebelde y finalmente derroca al Rey Rojo viviendo una época de felicidad. Hasta que la nave en la que llegó al planeta explota matando a gran parte de la población del mismo, incluyendo a su esposa Caiera y al hijo que esperaban, dando pie a su venganza y al cómic "World War Hulk" escrito por Greg Pak y dibujado por John Romita Jr.

## Illuminati One Shot
S.H.I.E.L.D. usando un androide de Nick Fury mandó a arreglar un satélite descompuesto a Hulk, aprovechando la oportunidad los Illuminati trataron de mandar a la mole verde a un planeta con buena vegetación donde nadie molestaría a Hulk y donde este no molestaría a nadie, pero en un arrebato de ira el Gigante Esmeralda destruyó el asteroide cayendo en un portal que lo mandó al planeta Sakaar.

## Anarquía

### Parte 1
Hulk llega a un pueblo y allí el Brood se da cuenta de que antes ahí era la colmena de Miek por lo que reta al jefe de la aldea por ser el culpable de la destrucción de su colmena. En el combate Miek pierde un brazo. Hulk oye un sonido proveniente de la tierra y moviendo unas rocas salen los hermanos de Miek que estaban como mascotas del jefe de la aldea..

### Parte 2
En el mundo de Saakar el nombre de Hulk se ha dado a conocer y varias revueltas se han llevado en su honor. Para reagruparse regresan a las Fauces donde Hulk libera a los esclavos de sus discos de obediencia. Ataca a unos guardias pero es una trampa por lo que les tiran una montaña encima a Hulk y Korg. Después unos nativos le ofrecen a Hulk unirse a las revueltas pero no acepta. Miek aceptando una propuesta de sus hermanos se convierte en capullo para sufrir una metamorfosis convirtiéndose en Rey de su colmena.

### Parte 3
Miek trata de hacer que Hulk se quede con ellos pero Hulk lo rechaza, los hermanos de Miek atacan a Hulk pero este es más poderoso y los vence. Cuando Hulk va a darle el golpe final a Miek, pero Korg se interpone salvándolo. Después el ejército de Hulk se encuentra con el ejército de Caeira; esta reta a duelo a Hulk y le cuenta su historia. En el duelo Caeira demuestra su gran fuerza golpeando a Hulk pero este también la derriba provocando un empate. El emperador al saber eso manda a las espinas (parásitos capaces de apoderarse del cuerpo del portador en cuestión de segundos convirtiéndolo en monstruo).

### Parte 4
Caeira ataca a Hulk en el pie por lo que Hulk la lanza por los aires. Una espina infecta a Hulk pero este logra arrancar una parte. Junto con Elloe y Miek huyen a una ciudad cercana donde Caeira está intentando salvar a los aldeanos. Hulk le pide que lo queme para liberarse de la espina que lo había infectado, ésta acepta. Después, el emperador manda una bomba que mata a varios aldeanos por lo que Caeira se une a Hulk. Más adelante Hulk manda un mensaje retando al emperador.

## Lealtad

### Parte 1
Mientras el ejército de Hulk prepara su siguiente ataque el ejército del rey rojo los ataca con espinas pero Hulk destruye la montaña en la que estaban matando a todas las espinas y salvando a Caeira. Después la reina de miek que había sido infectada por las espinas toman el control de su cuerpo por lo que Miek la tiene que quemar jurando venganza. Después deciden ir al reino de las sombras.

### Parte 2
Las sombras encuentran a Hulk y lo llevan a su ciudad donde lo someten a una prueba para saber si es el hijo de Sakaar o no. Hulk rechaza la prueba por lo que las sombras no se unen a él. Hulk llega a la ciudad imperial que está rodeada de espinas pero Hulk las atraviesa y llega con las espinas líderes. El rey rojo le tiende una trampa a Elloe; cuando la iba a quemar aparece Hulk; la batalla está a punto de comenzar.

### Parte 3
Unas horas antes Hulk va a ver a las espinas donde con la ayuda de Miek le cuentan su historia de porque están en el planeta Sakar. Hulk ataca y golpea al emperador. El emperador trata de abrir la tierra pero Hulk logra cerrarla. Hulk logra pasar un campo de fuerza que había creado el emperador golpeándolo y mandándolo literalmente a volar, cayendo en una zanja donde un Wildebot mata al emperador. Después Hulk libera a los esclavos y en la noche en la Magna Arena coronan a Hulk convirtiéndose en el nuevo rey de Sakar.

### Parte 4
Hulk es coronado como rey de Saakar y mantiene a las espinas alimentándose de su energía gamma para que no tengan que alimentarse de nadie más; cuando le faltan las fuerzas revela por momento a Bruce siendo Caeira testigo de ese suceso. La clase alta sigue resistiendo en la ciudad. La madre de Elloe le pide a su hija que pare pero un hermano de Miek la ataca; Elloe protege a su madre y mata al hermano de Miek. Los ancianos de la sombra se reúnen con Hulk para pactar dedicándole una sombra para su protección pero el decide que necesita una reina y escoge a Caeira a la cual le revela a Bruce Banner, mientras que Miek y Brood planean recordarle a Hulk lo que hicieron los iluminati.

## Armagedón

### Parte 1
Miek llama a Hulk y lo lleva hasta donde esta el transbordador que lo llevó al planeta Saakar y Hulk destruye una pantalla. Después va con Caeira a las estepas y le propone escapar para no volver a ser molestados nunca, pero ella le enseña que gracias a su sangre las estepas son fértiles de nuevo y lo convence para que se quede. Luego en el centro de comercio de Saakar Hulk les da órdenes a sus Warbound y los demás empiezan a reconstruir. Más adelante unos niños le enseñan un muñeco de Hulk que hicieron en la nave que trajo a Hulk al planeta cuando de repente se escucha la alarma que alerta acerca de la explosión; Hulk la avisa pero es demasiado tarde y la bomba explota.

### Parte 2
Arch-E trataba de hacer un tratado de paz con los Wildebots. Cuando estos le preguntan por qué quieren destruir a Hulk y le muestran una transmisión donde en que la nave de Hulk está a punto de estallar y ve la explosión desde una colina, Hulk abraza a Caeira, pero ésta muere. Las sombras estaban rezando cuando les llegó la explosión; todos murieron. Korg y Hiroim están caminando cuando sienten la explosión, después que las placas tectónicas se destruyen la piel de Hiroim se vuelve de piedra y le explica a Korg que la fuerza de las sombras paso a él debido a la muerte de las demás sombras. Miek y Elloe estaban en una nave, por lo que la explosión no les afectó. Estaban hablando con su madre y la trataron de salvar, pero ella dijo que era demasiado tarde. Después los Warbound llegan a donde está Hulk con una nave y le preguntan a donde quiere ir. En la siguiente escena se ve a Hulk llegando a la Tierra, y dice -Mataré a Iron Man-

## Otros medios

### Televisión
- Las partes de la historia Planeta Hulk fue incorporada en la segunda temporada de The Super Hero Squad Show, episodio "Planeta Hulk".
- La historia del Planeta Hulk se incorpora en la nueva serie de Hulk and the Agents of S.M.A.S.H.:
  - En los episodios finales de la primera temporada, "Monstruos Nunca Más" y "El Planeta de El Líder"; Hulk, She-Hulk, A-Bomb, Hulk Rojo y Skaar son transportados al planeta Sakaar y El Líder llena el papel del Rey Rojo. Miek, Elloe Kaifi, Hiroim y Korg se demuestran que son esclavos bajo su control gracias al Líder a sus discos de control, mientras que los habitantes de Sakaar, son escogidos por El Líder a ser su héroe. Los Hulks llevan a los esclavos a una rebelión y se exponen contra El Líder.
  - En el comienzo de la segunda temporada, episodios "Planeta Hulk, Parte 1 y 2", Los Hulks deben salvar a Ego el Planeta Viviente de Ronan el Acusador y los Kree, y cuando Hulk une su fuerza a Ego, el planeta cambia y se vuelve el Planeta Hulk al enfrentarse a Galactus.

### Cine
- En 2010, Lionsgate hace la adaptación de Planeta Hulk en una película animación.[1] La película difiere del cómic en algunos puntos de la trama y personajes como No-Name no aparecen y Beta Ray Bill aparece en lugar de Silver Surfer.
- Los Sakaarans aparecen en Marvel Studios, Guardianes de la Galaxia.[2]
- En la película Thor: Ragnarok (2017), ambientada en el Universo Cinematográfico de Marvel, adapta elementos de la historia de Planeta Hulk. En la película, el Gran Maestro es el gobernante de Sakaar en lugar del Rey Rojo. Además, Hulk se convirtió voluntariamente en gladiador, donde en los cómics se vio obligado a hacerlo (aunque algunas de las circunstancias de su llegada al planeta están adaptadas para adaptarse a la historia de Thor). Ambos lograron liderar una revuelta de esclavos antes de regresar a Asgard para detener a Hela.[3]

### Videojuegos
- La experiencia de Hulk en Sakaar se menciona en Marvel: Ultimate Alliance 2.
- Cuando Doctor Strange está luchando contra Hulk en Ultimate Marvel vs Capcom 3, dice: "Me imagino que todavía estás molesto por que te disparemos al espacio ..."
- En LEGO Marvel Super Heroes 2, existe un nivel dónde un grupo de héroes formado por Dr Strange, Capitana Marvel, Thor y Capitán América viajan a Sakaar, y donde aparecen distintas versiones de Hulk (Hulk de Thor Ragnarok, Hulk Rojo y Maestro Hulk) y el Rey Rojo.